# Livio Filippi
Livio Filippi (ur. 12 czerwca 1946 w Villa Minozzo) – włoski polityk i przedsiębiorca, poseł do Parlamentu Europejskiego IV kadencji.

## Życiorys
Z zawodu przedsiębiorca z Modeny. Był również sekretarzem generalnym Włoskiej Konfederacji Pracowniczych Związków Zawodowych w regionie Emilia-Romania, później związany z organizacją spółdzielczą Confcooperative.
Działacz Chrześcijańskiej Demokracji, następnie ugrupowania Patto Segni. Z jego ramienia w latach 1994–1999 z ramienia ugrupowania Patto Segni zasiadał w Parlamencie Europejskim IV kadencji, pełniąc m.in. funkcję wiceprzewodniczącego Komisji ds. Regulaminu, Weryfikacji Mandatów i Immunitetów. Później działał m.in. w ugrupowaniu Demokraci, a także w Partii Demokratycznej.